# 흑수도
"흑수도"는 한국에서 제작된 하몽화 감독의 1972년 영화이다. 최광호 등이 주연으로 출연하였고 신상옥 등이 제작에 참여하였다.

## 출연

### 주연
- 최광호